# Fleet Foxes (EP)
Fleet Foxes EP é um EP produzido e lançado pela banda Fleet Foxes, de Seattle, Estados Unidos. Foi lançado no outono de 2006, e seu sucesso levou ao contrato com a gravadora Sub Pop. O álbum foi produzido e gravado pelo veterano Phil Ek.

## Faixas
1. "She Got Dressed" – 3:29
2. "In the Hot, Hot Rays" – 3:04
3. "Anyone Who's Anyone" – 3:50
4. "Textbook Love" – 3:25
5. "So Long to the Headstrong" – 4:16
6. "Icicle Tusk" – 4:38